# Écluse de la Douce
L'écluse de la Douce est une écluse à chambre unique du canal du Midi. Construite vers 1674, elle se trouve à 99,9 km de Toulouse à 109 m d'altitude. Les écluses adjacentes sont l'écluse de Carcassonne à l'est et l'écluse d'Herminis, à l'ouest.
Elle est située sur la commune de Carcassonne dans le département de l'Aude en région Occitanie.